# Semyon Bychkov
Semyon Bychkov (em russo:  Семён Бычков; 30 de novembro de 1952) é um maestro russo-americano.
Nasceu em Leningrado, na União Soviética (atual São Petersburgo, Rússia), onde estudou na Escola Choral Glinka, por dez anos, e posteriormente no Conservatório de Leningrado. Em 1973 venceu a Competição Rachmaninov de Regência, e foi convidado para reger a Orquestra Filarmônica de Leningrado. In 1974 emigrou da União Soviética para os Estados Unidos. De 1980 a 1985 serviu como diretor-musical da Orquestra Sinfônica de Grand Rapids, e como principal maestro-convidado da Orquestra Filarmônica de Buffalo. Foi nomeado diretor musical desta em 1985, cargo que ocupou até 1989. Em 1983 tornou-se um cidadão norte-americano. De 1989 a 1998 foi diretor-musical da Orquestra de Paris, mudando-se na sequência para Colônia, na Alemanha, onde ocupou a regência da Orquestra Sinfônia da WDR. 
É casado com a pianista Marielle Labèque (seu segundo casamento), e é irmão do maestro Yakov Kreizberg.